# Moreton (Essex)
Pour les articles homonymes, voir Moreton.
Moreton est un village et une paroisse civile de l'Essex, en Angleterre.